# Bornholm (općina)
Bornholm je općina u danskoj regiji Hovedstaden.

## Zemljopis
Općina se nalazi na istoimenom otoku Bornholmu u Baltičkom moru, prositire se na 588,534 km2.

## Stanovništvo
Prema podacima o broju stanovnika iz 2010. godine općina je imala 42.154 stanovnika, dok je prosječna gustoća naseljenosti 71,63 stan/km2. Središte općine je grad Rønne.

### Naselja
| Veća naselja u općini |                 |                    |
| Br.                   | Naselje         | Stanovnika (2010.) |
| 1                     | Rønne           | 13.924             |
| 2                     | Nexø            | 3.732              |
| 3                     | Aakirkeby       | 2.090              |
| 4                     | Allinge-Sandvig | 1.759              |
| 5                     | Hasle           | 1.741              |
| 6                     | Svaneke         | 1.120              |
| 7                     | Tejn            | 1.047              |
| 8                     | Gudhjem         | 754                |
| 9                     | Snogebæk        | 746                |
| 10                    | Nyker           | 742                |

## Vanjske poveznice
- Službena stranica općine

### Ostali projekti
|  | Zajednički poslužitelj ima još gradiva o temi Bornholm (općina) |